# 陳讓 (嘉靖進士)
陈让（1491年—1553年），字以礼（又字原禮），号见吾，福建晉江人，明朝政治人物。陈琛族弟。

## 生平
嘉靖十年（1531年）辛卯科福建鄉試第一名舉人。嘉靖十一年（1532年）聯捷壬辰科会试五十二名，廷试三甲一百三十五名進士，授绍兴府推官，十六年四月选任监察御史，巡视東城，曾彈劾建昌侯门客刘东山而下獄，仍然繼續上疏，嘉靖帝最終查明，誅殺刘东山，恢復陳讓官職。十七年巡按直隶，但因上疏论皇后合葬同陵事，在十二月被削职为民。家居十五年而卒。隆庆改元，赠光禄少卿。著有《见吾文集》二十卷、《邵武府志》等。

## 家族
曾祖陳漢，祖陳凱，父陳溥，嫡母莊氏；生母郭氏。兄言；設；謀；試，子欲渾；欲漸；欲潤；欲淳。